# The Vegan Society

Logo der Vegan Society

The Vegan Society (deutsch Die Vegane Gesellschaft) ist eine im Vereinigten Königreich Großbritannien und Nordirland registrierte Organisation, die den Veganismus unterstützt.

## Geschichte
The Vegan Society ist als Abspaltung der Vegetarian Society of the United Kingdom entstanden. 1942 wandte sich  Donald Watson (1910–2005) mit der Bitte an die Herausgeber von The Vegetarian Messenger, eine Kolumne für all diejenigen Mitglieder einzurichten, die auf Eier und Milchprodukte verzichteten. Als ihm das auch nach längeren Diskussionen immer noch verwehrt wurde, gründete er 1944 in Birmingham die Vegan Society.
In ihrem Manifest von November 1944 setzte sich die Vegan Society zwei Ziele, erstens „dafür einzutreten, dass die Nahrung des Menschen aus Früchten, Nüssen, Gemüse, Getreide und anderen gesunden, nicht-tierischen Produkten besteht und dass Fleisch, Fisch, Geflügel, Eier, Honig, Tiermilch, Butter und Käse ausgeschlossen werden“, zweitens „die Herstellung und Verwendung von Alternativen zu tierischen Rohstoffen zu fördern“.
Donald Watson ging es nicht darum, ein religiös anmutendes Gebot der „Reinheit“ aufzustellen, sondern um einen pragmatischen Ansatz, Leid zu minimieren: Veganismus ist für ihn und andere Veganer kein Selbstzweck.
Der Verein mit Sitz in Birmingham wurde im November 1944 von Donald Watson in Großbritannien als erste Gesellschaft solcher Art gegründet. Sie führte den Begriff Veganer für diejenigen Vegetarier ein, die weder Eier noch Milchprodukte konsumieren.
Der Jahrestag der Gründung wird seit 1994 als Weltvegantag (englisch World Vegan Day) international gefeiert. Zudem ist The Vegan Society eine Partnerorganisation des Aktionsmonats Veganuary.